# محمود الورداني
محمود الورداني هو كاتب وروائي وقاص وصحفي مصري ولد في الأول من يناير (كانون ثانِ) عام 1950 بحي شبرا في القاهرة، وتخرج في معهد الخدمة الاجتماعية عام 1972، وشارك في حرب أكتوبر عام 1973، وشارك في تأسيس صحيفة أخبار الأدب، وترجمت بعض قصصه القصيرة للانجليزية والفرنسية.

## حياته
عانى من اليتم صغيرًا واضطر إلى العمل في سن مبكرة وتنقّل بين عدد من المهن، فعمل بائعًا للثلج، وصبيًّا للكواء، وعاملًا في مصبغة، ثم في محل لبيع عصير القصب، ثم في مقهي، ثم في إستوديو تصوير، وأحب القراءة التي كانت المنفذ الوحيد الذي ينسيه متاعب الحياة، ثم تحولت الكتابة إلى هواية لا تقل متعة عن القراءة بالنسبة له، ووسيلة يواجه بها متاعبة لكي لا ينال منه الإحباط والاكتئاب، فنشر عمله الروائي الأول في ثمانينيات القرن العشرين، كما انخرط أثناء دراسته بالمعهد في الحركة الطلابية، وشارك في خضم العمل السياسي، واعتقل عقب مشاركته في انتفاضة الطلبة عام 1972، وظل منتميًا إلى اليسار المصري ومنحازًا إلى طبقته، والتي ظل مدافعًا عنها ويتكلم بلسان حالها في رواياته وأعماله القصصية، حيث كان يرى إنه ما من انفصال، وليس ثمة تعارض بين أيديولوجيا الأديب وانحيازه السياسي والفكري، وبين عمله الأدبي، ويؤمن بخطأ العبارة القائلة بأن «الأيديولوجيا في الأدب، كالشوائب في الذهب». انضم محمود الورداني إلى عدد من التنظيمات السرية اليسارية مثل منظمة حدتو، والتي كتب عنها في كتابه «حدتو: سيرة ذاتية لمنظمة شيوعية»، وانضم إلى حركة كفاية وشارك في عهد الرئيس الراحل محمد حسني مبارك، وشارك في مظاهراتها ضد الفساد ومشروع التوريث، كما شارك في ثورة الخامس والعشرين من يناير عام 2011 منذ أيامها الأولى والتي انتهت بتنحي مبارك.

## أعماله ومؤلفاته
ألف محمود الورداني العديد من المؤلفات التي تنوعت ما بين الروايات الطويلة، والمجموعات القصصية، ومنها:
- السير في الحديقة ليلًا (مجموعة قصصية): صدرت عام 1984 في القاهرة.
- نوبة رجوع (رواية): صدرت عام 1990 عن الهيئة المصرية العامة للكتاب بالقاهرة.[7]
- رائحة البرتقال (رواية): صدرت عام 1992 عن دار شرقيات للنشر بالقاهرة، ثم أعادت الهيئة المصرية العامة للكتاب بالقاهرة طبعها عام 2007.[8][9]
- الروض العاطر (رواية): صدر عام 1993 عن دار الهلال للطبع والنشر بالقاهرة.[10]
- النجوم العالية (مجموعة قصصية): صدرت عام 1985.
- في الظل والشمس (مجموعة قصصية): صدرت عام 1995.
- طعم الحريق (رواية): صدرت عام 1995، وفي عام 2020 صدر مسلسل تليفزيوني مقتبس عن الرواية بعنوان «القمر آخر الدنيا»، ومن بطولة بشرى، وإخراج تامر حمزة.[11]
- أوان القطاف (رواية): صدرت عام 2002 عن دار الهلال للطبع والنشر والتوزيع بالقاهرة.[12]
- حدتو: سيرة ذاتية لمنظمة شيوعية: صدر عام 2007 عن دار الهلال للطبع والنشر بالقاهرة.[13]
- موسيقى المول (رواية): صدرت عام 2007 عن دا ميريت للنشر بالقاهرة.[14]
- الحفل الصباحي (مجموعة قصصية): صدرت عام 2008 عن دار المحروسة للنشر بالقاهرة.[15]
- بعض مايمكن قوله - أوراق ليست شخصية: صدر عام 2009 عن الهيئة المصرية العامة لقصور الثقافة بالقاهرة.[16]
- حكايات الحرية: صدر عام 2011 عن عن الهيئة المصرية العامة لقصور الثقافة بالقاهرة.[17]
- بيت النار (رواية): صدرت عام 2012 عن دار ميريت للنشر بالقاهرة.[18][19]
- البحث عن دينا (رواية): صدرت عام 2016 عن دار الكتب خان للنشر بالقاهرة.[20][21]
- باب الخيمة (رواية): صدرت عام 2018 عن دار العين للنشر.[22][23]
- صمت الرمال (مجموعة قصصية): صدرت عام 2018 عن الهيئة المصرية العامة لقصور الثقافة بالقاهرة.[24][25]

## الجوائز
حظي الكاتب محمود الورداني بتكريم العديد من الجهات في مصر والعالم العربي، كما حصل على العديد من الجوائز الأدبية، ومن أهمها:
- الجائزة الأولى في فرع الرواية لكبار الكتاب مناصفة، في مسابقة ساويرس الثقافية لعام 2013 عن روايته «بيت النار».[26]